# Louisiana-manoeuvres

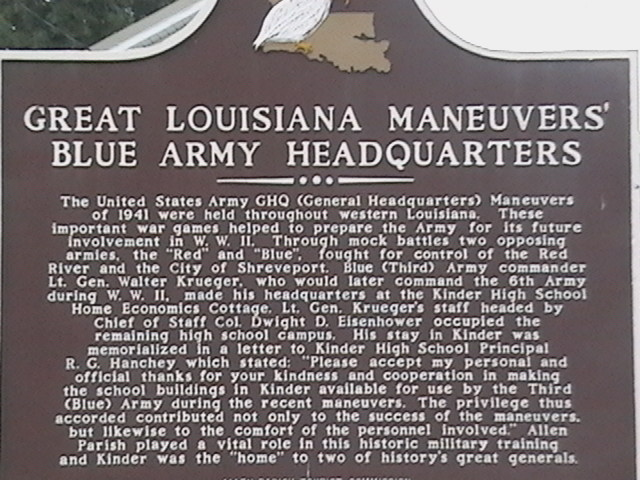

De Louisiana-manoeuvres (Engels: Louisiana Maneuvers) waren een reeks militaire oefeningen die in augustus en september 1941 werden gehouden in het noorden en midden-westen van de Amerikaanse deelstaat Louisiana, in onder andere Fort Polk, Camp Claiborne en Camp Livingston. De oefening was opgezet om de Amerikaanse troepen te testen op het gebied van training, logistiek, doctrine en bevelhebbers.